# Петрово-Дальнє
Петро́во-Да́льнє (рос. Петрово-Дальнее) — село у Красногорському районі Московської області Російської Федерації.

## Розташування
Село Петрово-Дальнє входить до складу сільського поселення Ільїнське. Воно розташовано на північному березі річки Москви. На захід від села нижня течія Істри, на сході — гирло р. Липки. Найближчі населені пункти Мечниково, Дмитровське, Грибаново (Красногорський район) та Знаменське (Одинцовський район).

## Населення
Станом на 2006 рік у селі проживало 1820 осіб

## Пам'ятка історії
Також у селі збереглася пам'ятка історії — будинок, у якому в 1948—1982  рр. жив співак, народний артист СРСР О. І. Іванов.

## Відомі люди
- Чобанова Ніна Олександрівна — Герой Соціалістичної Праці.